# En verden til forskel
En verden til forskel er en dansk film fra 1989.
- Manuskript og instruktion Leif Magnusson.

Blandt de danske medvirkende kan nævnes:
- Kirsten Lehfeldt
- Paul Hagen
- Jens Jørn Spottag
- Morten Lorentzen
- Lars von Trier
- Peter Schrøder
- Ellen Hillingsø